# Eckart Ratz

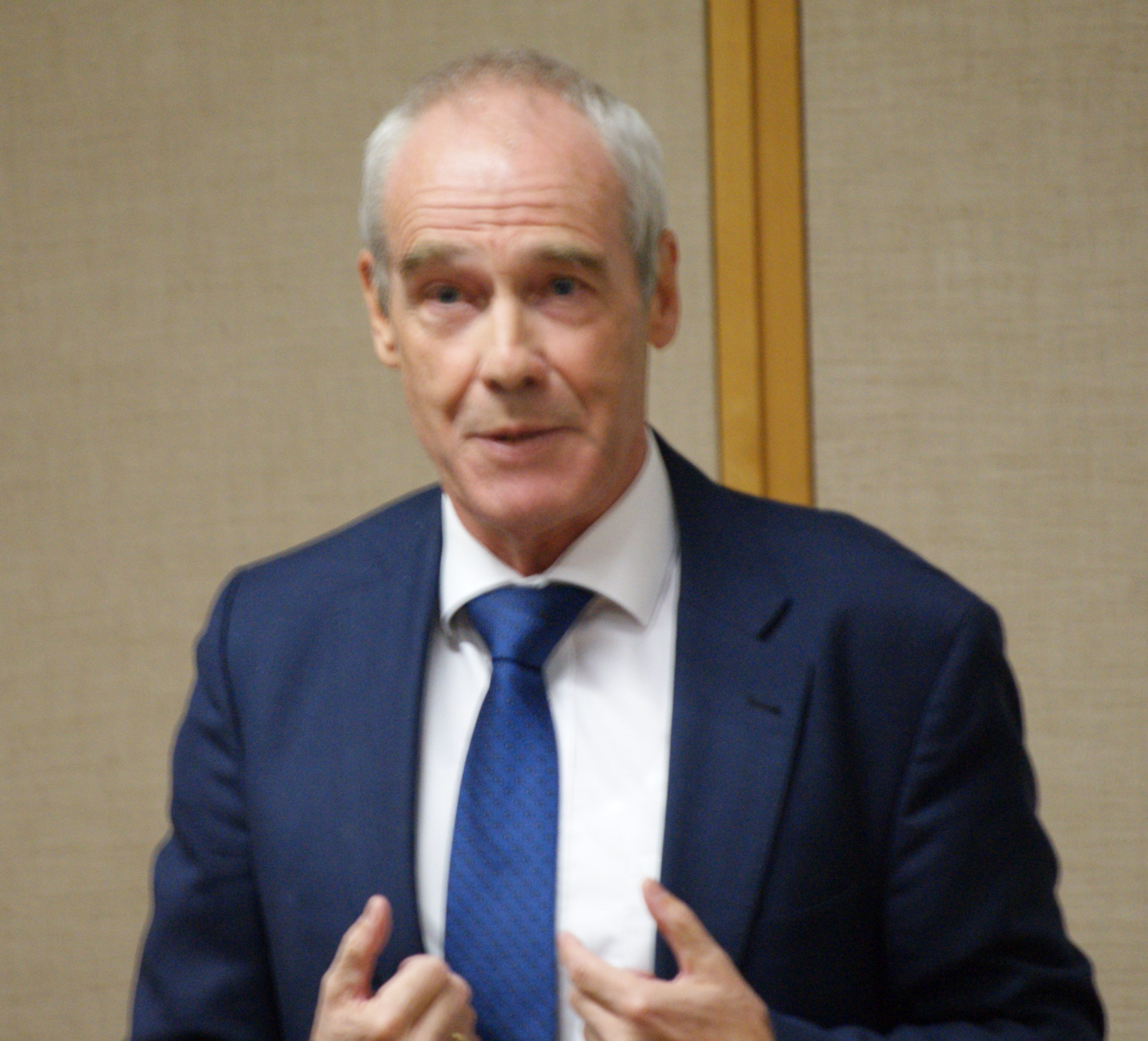
Eckart Ratz bei einem Vortrag in Bregenz (2019)

Eckart Ratz (* 28. Juni 1953 in Bregenz) ist ein österreichischer Jurist und Politiker (parteilos). Von 2012 bis 2018 war er Präsident des Obersten Gerichtshofs und zuvor ab März 2011 dessen Vizepräsident. Von 22. Mai bis 3. Juni 2019 war Ratz Bundesminister für Inneres in der Bundesregierung Kurz I bzw. der Einstweiligen Bundesregierung Löger.

## Richterlicher Werdegang
Der gebürtige Vorarlberger Eckart Ratz, dessen Vater Gerold Ratz von 1963 bis 1973 Landesstatthalter in Vorarlberg war, promovierte 1978 an der Universität Innsbruck zum Doktor der Rechte. Im Jahr 1980 trat er sein erstes Richteramt am Bezirksgericht Feldkirch als Richter für Zivilsachen an, wechselte aber bereits ein Jahr später an das Landesgericht Feldkirch, wo er nach der Beschäftigung mit Insolvenzsachen erstmals mit Strafsachen betraut wurde. 1994 wurde Eckart Ratz Richter am Oberlandesgericht Wien im Fachsenat für Medienrechtssachen und Strafsachen.
Ab dem 1. Jänner 1997 war Ratz als Strafrichter am Obersten Gerichtshof in Wien tätig. 2007 wurde er am OGH Senatspräsident eines Strafsenats und ein Jahr später Vorsitzender des Fachsenats für Finanzstrafsachen. Am 9. März 2011 wurde Eckart Ratz zunächst einer der beiden OGH-Vizepräsidenten, mit 1. Jänner 2012 zum Präsidenten des OGH. Sein Versuch, auf „immer dieselben wenigen Richter, die ständig negativ auffallen“, unter Ausschöpfung der rechtlichen Möglichkeiten einzuwirken, wurde vom Disziplinarsenat des OGH als Eingriff in die richterliche Unabhängigkeit bewertet; die Einleitung einer Disziplinaruntersuchung gegen Ratz lehnte der Disziplinarsenat aber ab. Am 30. Juni 2018 trat Ratz wegen Erreichens der gesetzlichen Altersgrenze für Richter mit 65 Jahren in den Ruhestand.
Im akademischen Umfeld ist Ratz besonders bekannt als Mitherausgeber des Wiener Kommentars zum Strafrecht. Seit 2003 hat Eckart Ratz zudem die Lehrbefugnis für Strafrecht und Strafprozessrecht als Honorarprofessor an der Rechtswissenschaftlichen Fakultät der Universität Wien.

## Politische Tätigkeit
Am 22. Mai 2019 übernahm Eckart Ratz im Rahmen einer von Bundeskanzler Sebastian Kurz infolge der „Ibiza-Affäre“ vorgeschlagenen Nachbesetzung für die zurückgetretenen FPÖ-Minister der Bundesregierung Kurz I das Amt des Bundesministers für Inneres. Am Tag nach seiner Angelobung nahm er die letzte Verordnung des zuvor vom Bundespräsidenten des Amtes enthobenen Innenministers Herbert Kickl zurück, wonach Asylwerber statt zuvor drei bis fünf Euro nur noch 1,50 € pro Stunde für gemeinnützige Tätigkeiten erhielten.
Geplant war, dass Ratz dieses Amt bis zur Angelobung einer neuen Regierung nach der vorgezogenen Nationalratswahl im September 2019 ausüben sollte. Am 27. Mai 2019 wurde indessen der gesamten Bundesregierung durch einen Misstrauensantrag mit den Stimmen von SPÖ, FPÖ und JETZT im österreichischen Nationalrat das Vertrauen entzogen. Bundespräsident Alexander Van der Bellen enthob daraufhin alle Mitglieder der Bundesregierung des Amtes, betraute sie aber weiterhin mit der provisorischen Amtsführung. Mit Amtsantritt der neuen Übergangsregierung von Bundeskanzlerin Brigitte Bierlein und Amtsübergabe an seinen Nachfolger Wolfgang Peschorn am 3. Juni 2019 schied Ratz nach 13 Tagen wieder aus dem Amt des Innenministers aus.

## Publikationen
- 2015: Rechtsmittel gegen Urteile. Wien, Manz-Verlag 2015. ISBN 978-3-214-06389-4